# آنی ارنو
آنی ارنو (به فرانسوی: Annie Thérèse Blanche Ernaux) (زاده ۱ سپتامبر ۱۹۴۰) نویسنده و استاد دانشگاه اهل فرانسه است. آثار ادبی او که بیشتر خودزندگی‌نامه است، پیوندهای نزدیکی با جامعه‌شناسی دارد. ارنو برنده جایزه نوبل ادبیات در سال ۲۰۲۲ شد «به خاطر شجاعت و توجه موشکافانه که با آن ریشه‌ها، بیگانگی‌ها و خویشتن‌داری‌های جمعی را آشکار می‌کند».

## زندگی و فعالیت
وی در نرماندی در خانواده‌ای که والدینش دارای مغازه خرده‌فروشی بودند، بزرگ شد و در دانشگاه‌های روئن و بوردو تحصیل کرد. نخستین اثر ادبی او در سال ۱۹۷۴ منتشر شد و بیش از ۲۰ کتاب از او چاپ و به زبان‌های مختلف به‌ویژه انگلیسی و آلمانی منتشر شده‌است. او همچنین استاد ادبیات در دانشگاه هست.

## سبک نوشتاری
آثار ادبی او که اغلب خودزندگی‌نامه هستند رابطه تنگاتنگی با جامعه‌شناسی دارند.

## برگردان آثار وی به فارسی

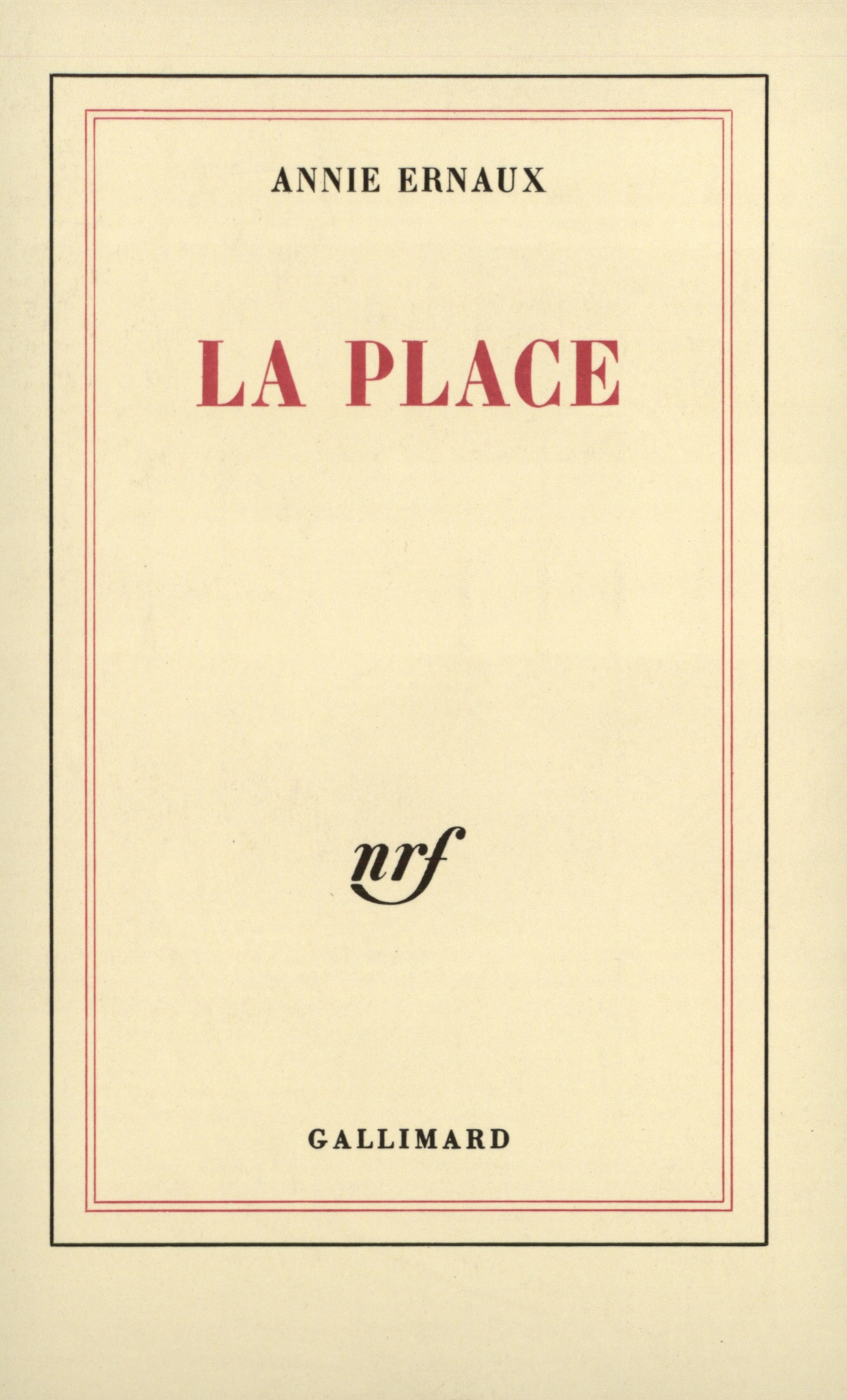
لا پلاس اثر آنی ارنو

شماری از رمان‌های «آنی ارنو» از جمله «آن دختر دیگر»، «جایگاه»، «شرم»، «سال‌ها» و «یک زن» در ایران ترجمه و منتشر شده‌اند و به گفتهٔ کارشناسان در شمار پرفروش‌ترین آثار ادبی اخیر ایران هستند. آنی ارنو در کتاب مکان واقعی (Le vrai lieu) که در سال ۲۰۱۴ توسط انتشارات گالیمار منتشر شد، در قالب یک مصاحبه دربارهٔ روند نگارش آثار قبلی خود صحبت کرده‌است. به اعتقاد بسیاری از منتقدان، کتاب مکان واقعی را می‌توان رمزگشای آثار ادبی آنی ارنو دانست. 

## فعالیتهای سیاسی
ارنو بارها حمایت خود را از جنبش BDS، یک کمپین به رهبری فلسطین برای انزوا، عدم سرمایه‌گذاری و تحریم اسرائیل نشان داده‌است. در سال ۲۰۱۸، او نامه ای را در کنار حدود ۸۰ هنرمند دیگر امضا کرد که با برگزاری جلسه مشترک فرهنگی اسرائیل– فرانسه مخالفت می‌کردند.
آنی ارنو در سال ۲۰۲۱، نامهٔ دیگری را امضا کرد که اسرائیل را یک دولت نژادپرست نامید و ادعا کرد که «وانمودی این موضوع به شکل جنگ بین دو طرف برابر نادرست و گمراه کننده است. اسرائیل قدرت استعمار است. فلسطین استعمار شده‌است.»
در پی اعلام جایزهٔ نوبل، ارنو همبستگی خود را با قیام مردم ایران علیه دولت خود نشان داد. اعتراضاتی که پس از مرگ یک زن جوان در بازداشت گشت ارشاد (پلیس اخلاق) در ابتدا علیه قانون حجاب اجباری در ایران آغاز شد اما به زودی تمرکز گسترده‌تری بر آزادی گرفت. ارنو در مصاحبه‌ای گفت: «من کاملاً از جنبش زنان ایران در برابر چنین محدودیت‌های مطلق حمایت می‌کنم.»

## جوایز
- جایزه رنودو (۱۹۸۴)
- جایزه فرانسوا موریاک (۲۰۰۸)
- جایزه مارگریت دوراس (۲۰۰۸)
- جایزه نوبل ادبیات (۲۰۲۲) «به پاس جسارت و دقت در آشکار کردن ریشه‌ها، بیگانگی‌ها و محدودیت‌های جمعی حافظه شخصی»[۷][۸]